# Molave
Molave est une localité de la province du Zamboanga du Sud, aux Philippines. En 2015, elle compte 52 006 habitants.